# Hansruedi Kämpfen
 Hansruedi Kämpfen  (* 28. November 1953 in Ausserberg, Kanton Wallis) ist ein Schweizer Musiker, Musikpädagoge und Dirigent.

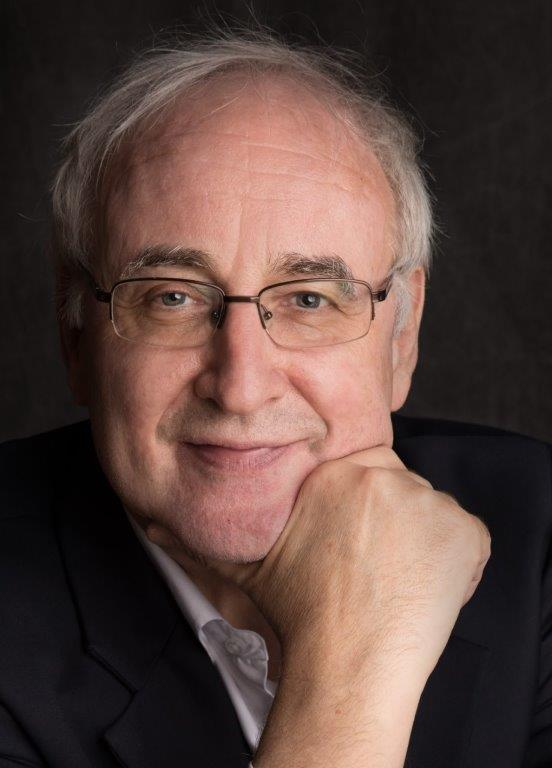
Hansruedi Kämpfen

## Biographie
Hansruedi Kämpfen besuchte das Lehrerseminar in Sitten, dort hatte er Musikunterricht bei Oskar Lagger. Dann studierte er am Konservatorium Bern Sologesang bei Jakob Stämpfli, Chorleitung bei Martin Fläming und Orchesterleitung bei Ewald Körner, an der Universität Bern Musikwissenschaft und Pädagogik. An der Musikakademie Luzern erwarb er das Diplom als Mittelschullehrer für Musik (Schulmusik II).
Verschiedene Meisterkurse u. a. bei Eric Ericson und Anders Eby und der Besuch der Orchesterakademie bei Ernst Schelle in Frankreich ergänzten seine Ausbildung. Die Zusammenarbeit mit Dirigenten, wie André Ducret, Frieder Bernius, Volker Hempfling, Bengt Ollen und Dan Oluf Stenlund befruchteten seine Arbeit.

### Dirigent und Gründer
Hansruedi Kämpfen begann seine berufliche Tätigkeit im Wallis als Chorleiter in Turtmann, später in Naters. 1992 wurde er zum Musikdirektor von Brig gewählt. In dieser Funktion dirigierte er den Kirchenchor Brig und den Männerchor Brig bis zu seiner Pensionierung 2018. Seit 1983 leitet er auch den Oberwalliser Lehrerchor und von 1994 – 2010 den Walliser Kammerchor.
1994 gründete Hansruedi Kämpfen die Singschule Oberwallis und übernahm im Jahr 2002 deren Leitung. Ab 2010 nahm er mit dem Konzertchor der Singschule regelmässig an internationalen Festivals teil und war mehrmals bester Kinderchor beim Schweizerischen Chorwettbewerb. 1981 gründete er das Oberwalliser Vokalensemble, das er bis heute dirigiert. Mit ihm begann er in den 80er Jahren die Passionen und Oratorien Johann Sebastian Bachs zusammen mit der Camerata Bern in kleiner Besetzung aufzuführen.
Ab 1989 wurde er mit diesem Ensemble Preisträger an verschiedenen nationalen und internationalen Wettbewerben und erhielt regelmässig Engagements mit diesem semiprofessionellen Chor.
Er gründete 1994 gemeinsam mit Pascal Mayer den Schweizer Jugendchor und war dessen künstlerischer Leiter bis 2018. Dabei gab er begabten jungen Chorleitern regelmässig die Möglichkeit, mit diesem Chor zu arbeiten. 2003 nahm er den «Ersten grossen Chorpreis der Lamprecht-Steiger-Stiftung» für diesen Chor in Empfang. Der Schweizer Jugendchor war einer der ersten dieser Art und galt als Beispiel für andere nationale Jugendchöre in Europa.
Als ständiger Gast dirigiert Kämpfen von 1994 – 2000 das Kammerorchester «La Follia» in Mulhouse. Er war als Gastdirigent beim «Ensemble Instrumental du Valais», dem «Orchestra Sinfonica Novara», dem «Nouvelle Orchestre de Bruxelles», dem «Kammerorchester des Palao dela Musica Barcellona» und dem «Sinfonieorchester Miscolz». Mit letzterem dirigierte er verschiedene ungarische Erstaufführungen des Schweizer Komponisten Arthur Honegger.
Bei den Musikfestivals in Verbier und Zermatt macht er seit 2014 mit seinen Chören die Choreinstudierungen für Dirigenten wie Charles Dutoit, Zubin Mehta, Andrea Battistoni und Ton Koopman. Er ist seit 2008 künstlerischer Leiter des «Alpenchorfestivals Oberwallis» und seit 2012 des «Montreux Choral Festival», des einzigen internationalen Chorwettbewerbs der Schweiz.

### Musikpädagoge
Kämpfen war von 1982 bis 2015 Fachberater beim Departement für Erziehung, Kultur und Sport des Kantons Wallis. Seit Jahren führt in seine Tätigkeit als Referent von Chorleiterkursen und Singwochen u. a. bei Europa Cantat und A Coeur Joie auch ins Ausland (Belgien, Frankreich, Italien, Österreich, Ungarn und Spanien). Als Pädagoge bildete er an der «Allgemeinen Musikschule Oberwallis» (AMO) Chorleiter (Zertifikat CH I) aus und verhalf als Sologesangslehrer und Dirigent verschiedenen Dirigenten und Sängern zu einer künstlerischen Laufbahn. Von 1999 bis 2009 war er  beim «Südtiroler Sängerbund» Dozent für Singwochen, für die Leitung des Chorleiterseminars und als Dirigent des Chores der Musiklehrpersonen des Instituts.

### Arbeit in Verbänden
Hansruedi Kämpfen engagierte sich auch in verschiedenen Verbänden. Von 1996 bis 2012 präsidierte er die Schweizer Föderation «Europa Cantat» und von 1997 bis 2011 die Musikkommission des «Schweizerischen Chorverbands» (SCV). In diesen Funktionen initiierte er im Jahr 2000 den ersten Schweizerischen Kompositionswettbewerb und war zusammen mit André Ducret Begründer der einheitlichen Jurybewertungskriterien und des neuen Bewertungsablaufes; Systeme, die noch heute bei allen kantonalen Gesangsfesten in der Schweiz angewendet werden. Von 1997 bis 2003 war er Vize-Präsident und Präsident der Musikkommission der europäischen Chorvereinigung «Europa Cantat».

### Jurymitglied
Kämpfen fungierte als Jurymitglied bei vielen Wettbewerben in ganz Europa, so an den internationalen Chorwettbewerben für junge Dirigenten in Tallin 2002 und Wien 2004, sowie als Jurypräsident am Internationalen Chorwettbewerb in Marktoberdorf (D) 2005.

## Ehrungen und Auszeichnungen
- 1989: Erster Preis mit dem Oberwalliser Vokalensemble in Gorizia (I), und zwei Spezialpreise für seine Interpretationen in den Epochen Renaissance und Romantik.
- 2005: Ehrenmitglied der Schweizerischen Chorvereinigung (SCV)
- 2012: Ehrenmitglied der Schweizer Föderation Europa Cantat
- 2015: Jubiläumspreis 13 Sterne des Kantons Wallis für das Singschul-Projekt: «13 Sternbilder aus dem Wallis»
- 2018: Ehrenmitglied des Schweizer Jugendchores[3]
- 2017: Aufnahme in die erste Welt-Edition von Who is Who in Choral Music.
- 2017: MusikPro-Preis des Kantons Wallis für «Bach bewegt» (szenische Aufführung des Weihnachtsoratoriums von J. S. Bach)[4]
- 2017: Freiburger Chorwettbewerb «Goldene Stimmgabel» als bester Dirigent des Wettbewerbs